# Аман-Жан, Эдмон
Эдмо́н Франсуа́ Ама́н-Жан (фр. Edmond Aman-Jean; 1858—1936) — французский художник-символист эпохи Fin de siècle.

## Жизнь и творчество
Родился в Шеври-Коссиньи в 1858 году. В 1880 году он поступает на учёбу в парижскую Школу изящных искусств, в класс Лемана, где знакомится и завязывает дружеские отношения с Сёра. Он также подружился с художниками-символистами Альфонсом Осбером и Александром Сеоном. Позднее работает над создаваемым Пюви де Шаванном большим настенным полотном «Священная роща». В 1885 году художник совершает путешествие в Рим.
Аман-Жан вначале создаёт свои полотна на историческую и аллегорическую тематику (например, «Жанна д’Арк»). Впоследствии был известен главным образом своими декоративными, полными фантазии, картинами («Венеция»). Знамениты также его женские портреты, отличающиеся сентиментальной утончённостью черт и меланхолично затемнённым вторым планом.
В 1892 году он женился на Таде Жаке. У них было двое детей: Франсуа, который стал известным писателем, и Селин, ставшая художницей.
Художник был другом таких известным французских символистов, как Малларме и Пеладан. Аман-Жан также исполнил портрет Верлена, в то время, когда он зимой лечился от сифилиса в больнице Бруссе. Верлен, со своей стороны, написал сонет, где затрагивал тему понравившегося портрета. Дружба Аман-Жана и Верлена связывала обоих с момента их встречи до смерти поэта в 1896 году.
Аман-Жан принимал участие в Салонах Роза + Крест, был автором плаката к Салону 1893 года. В 1925 году основывает, совместно с Роденом, Салон Тюильри.

## Галерея

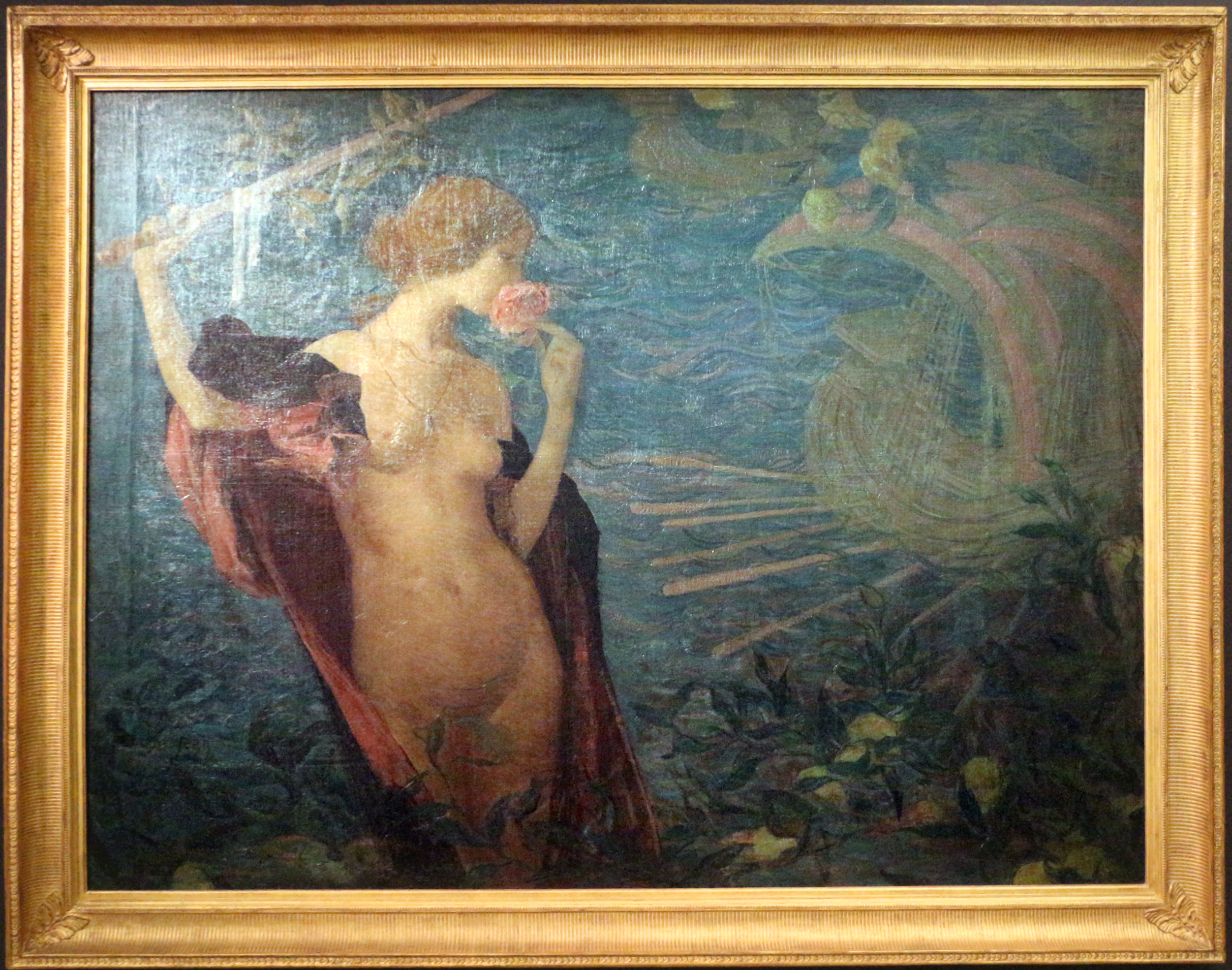
Венеция — владычица морей.
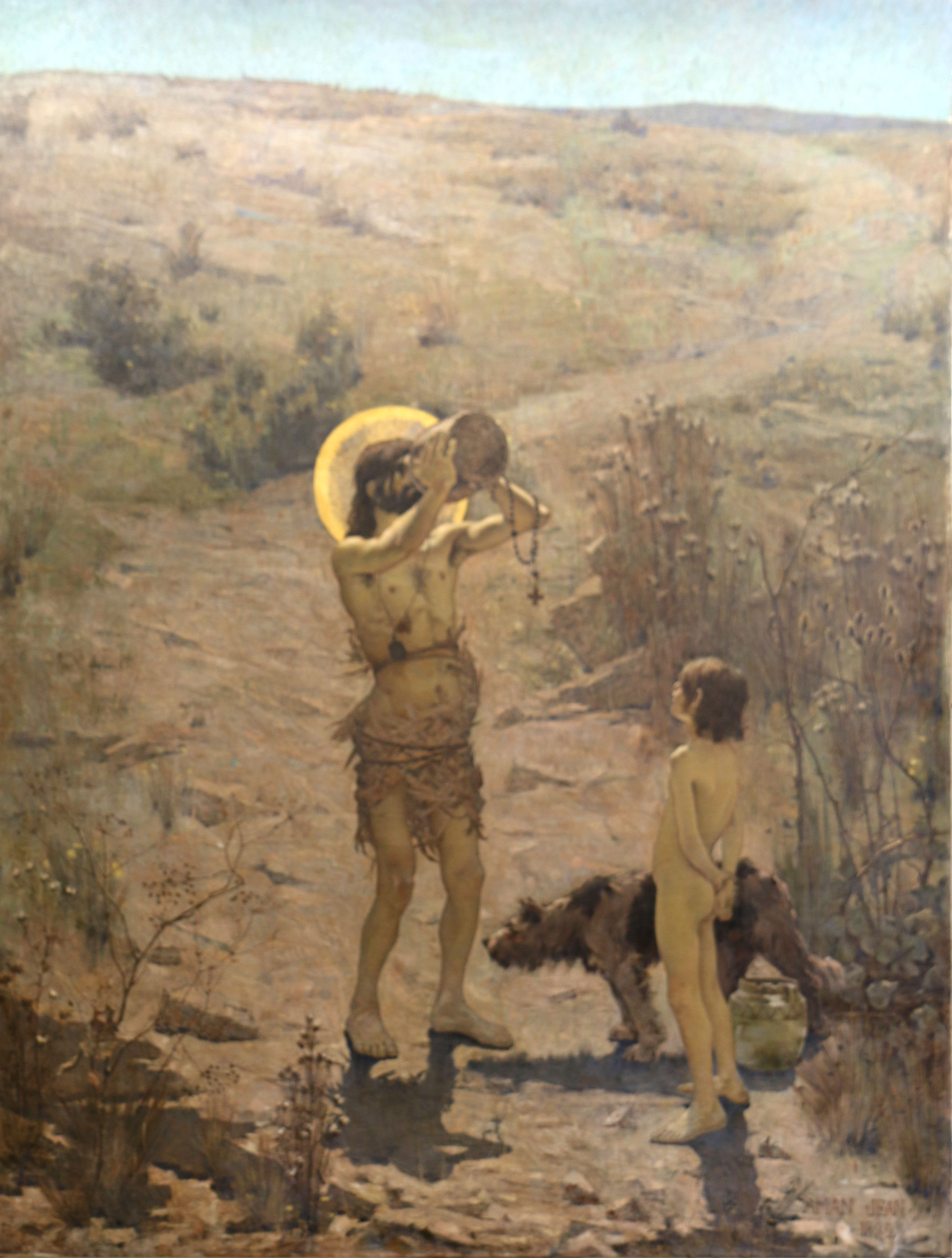
Святой Юлиан.
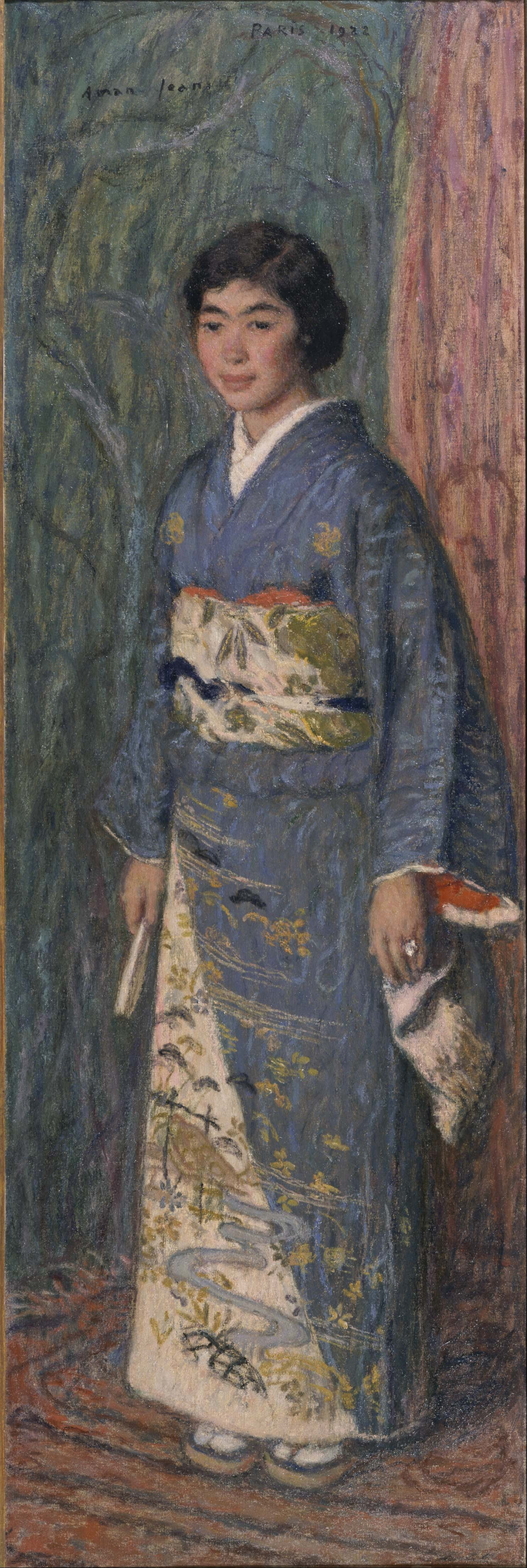
Портрет японской женщины (госпожи Куроки).
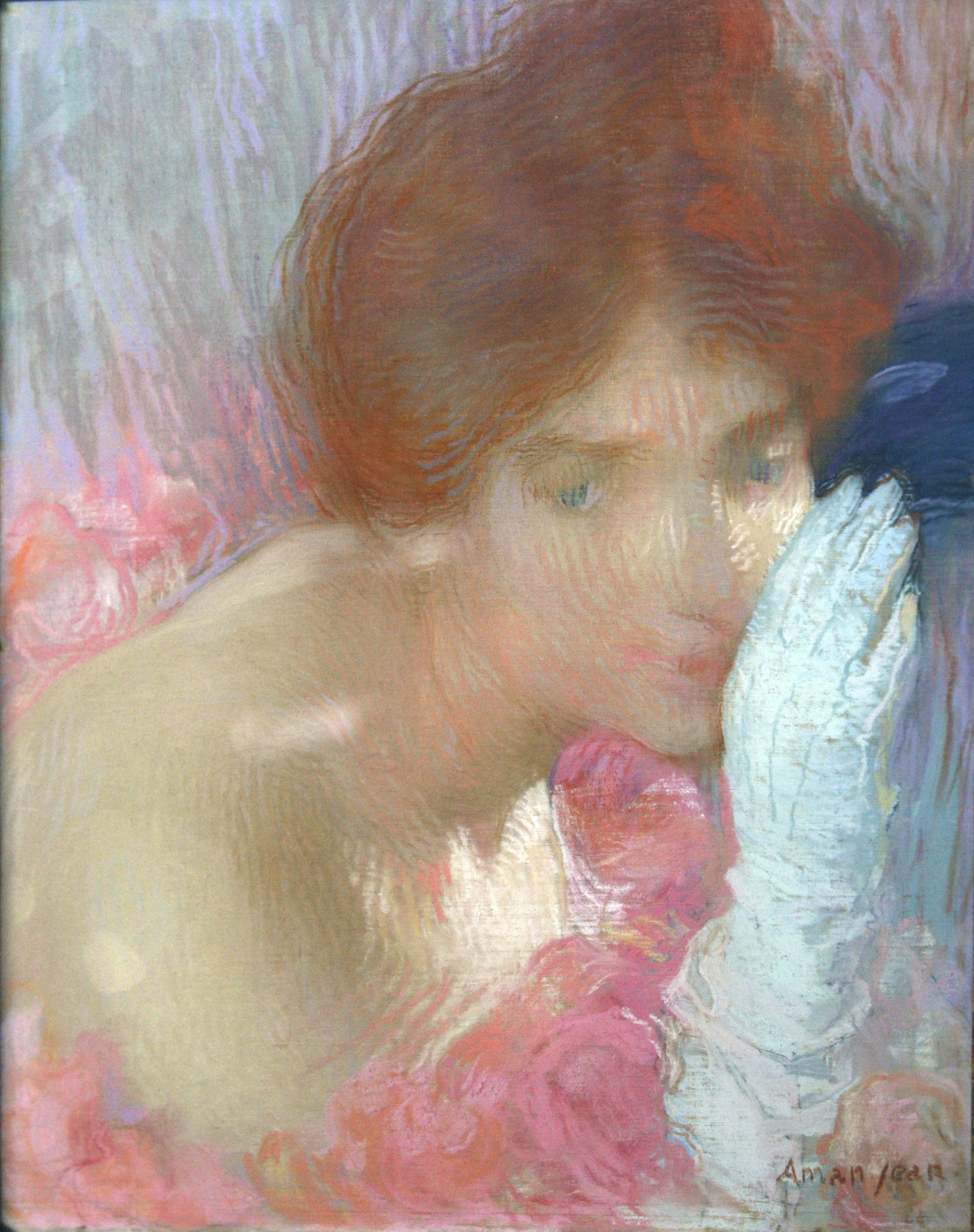
Дама в перчатках. Пастель.
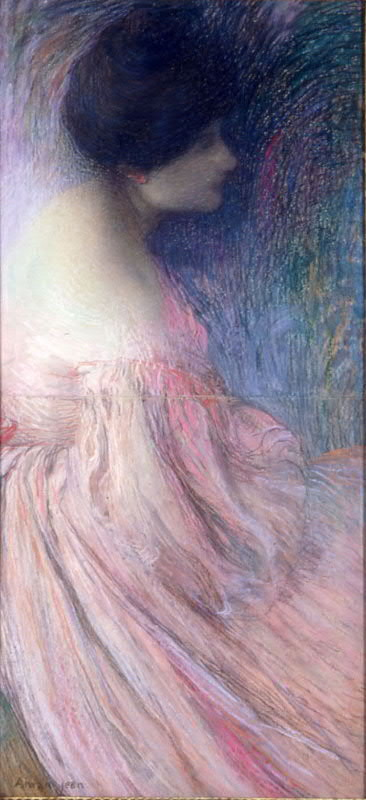
Дама в розовом платье. Пастель.
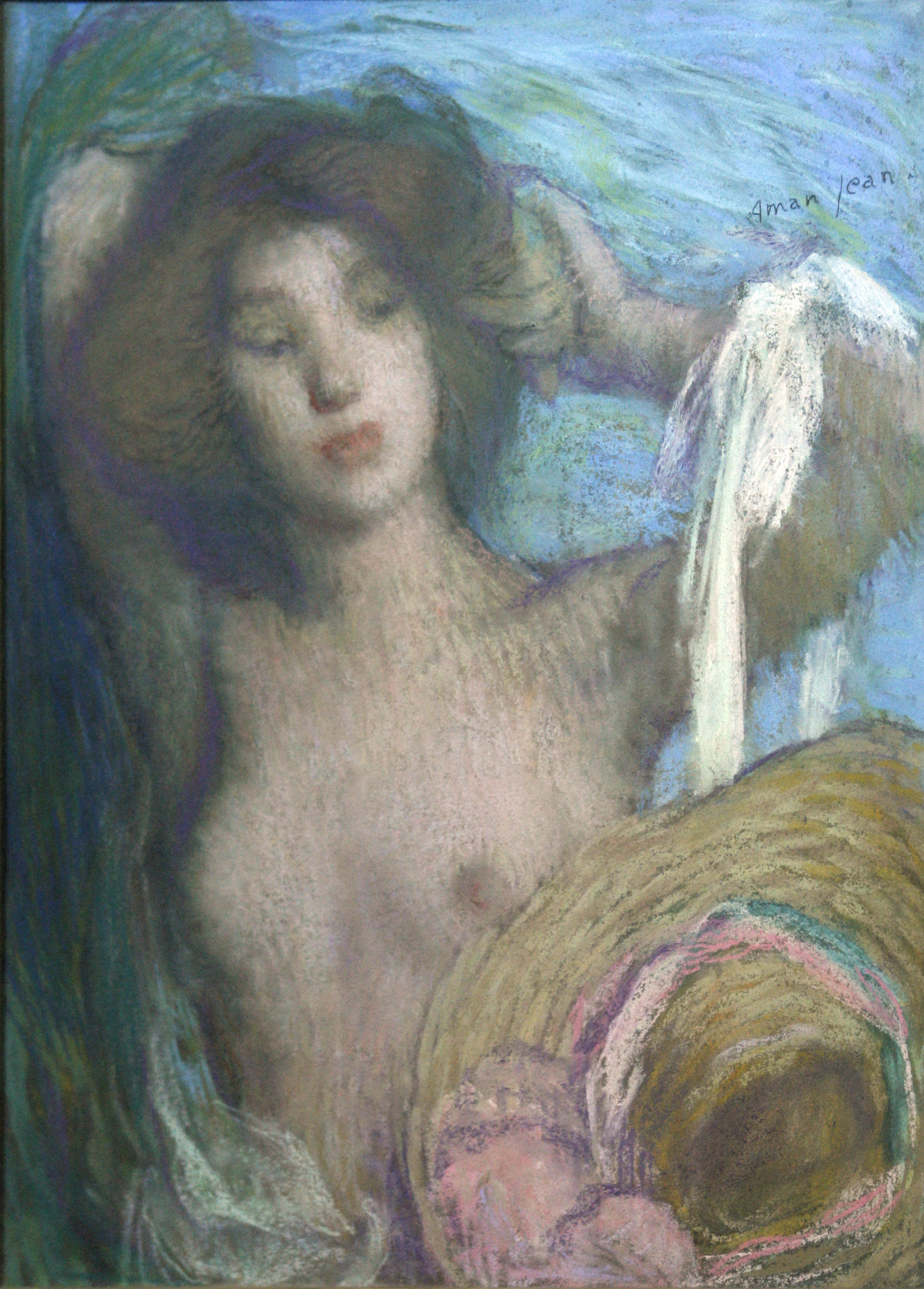
Грёзы. Пастель.
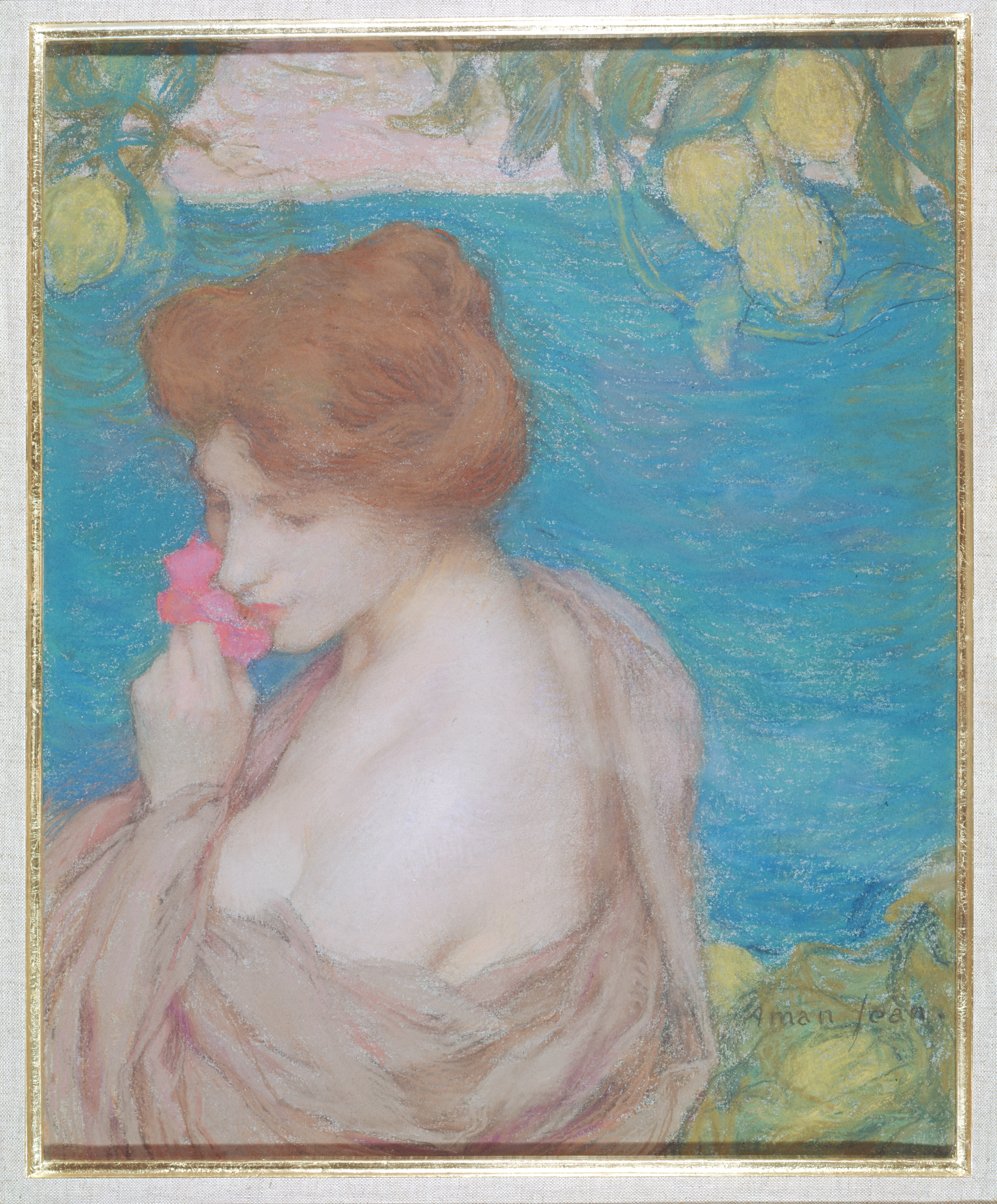
Женщина с цветком.
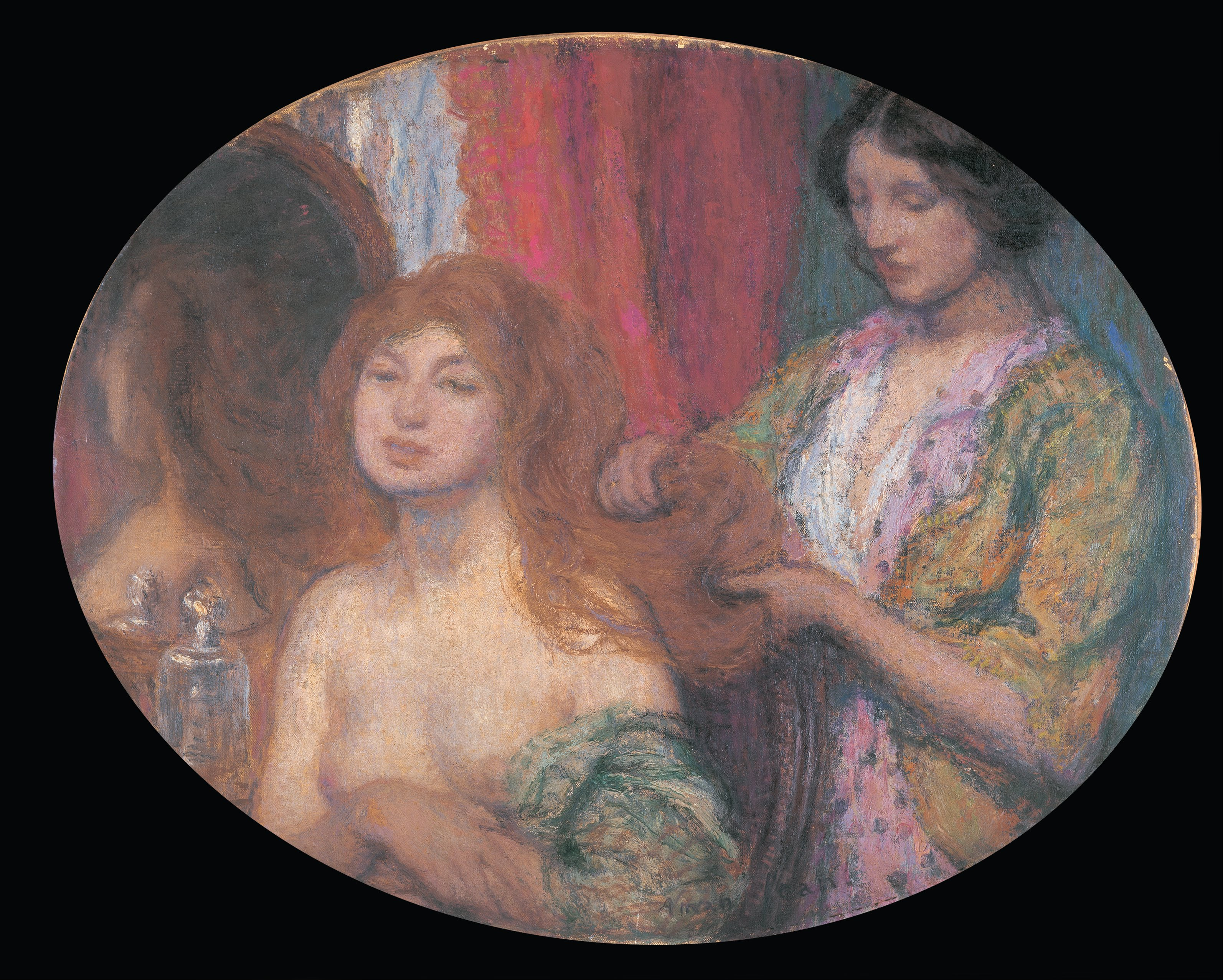
Волосы.